# Icosaedru tridiminuat
În geometrie icosaedrul tridiminuat este un poliedru convex construit prin diminuarea unui icosaedru prin îndepărtarea a trei piramide pentagonale (J2), înlocuind trei seturi de câte 5 triunghiuri echilaterale cu trei fețe pentagonale adiacente. Este poliedrul Johnson J63. Având 8 fețe este un octaedru neregulat.

## Mărimi asociate
Următoarele formule pentru arie, A, volum, V și raza sferei circumscrise, R, sunt stabilite pentru lungimea laturilor tuturor poligoanelor (care sunt regulate) a:
{\displaystyle A={\frac {1}{4}}\left(5{\sqrt {3}}+3{\sqrt {25+10{\sqrt {5}}}}\right)a^{2}\approx 7,326496~a^{2},}
{\displaystyle V={\frac {1}{24}}\left(15+7{\sqrt {5}}\right)a^{3}\approx 1,277187~a^{3},}
{\displaystyle R={\frac {1}{4}}{\sqrt {10+2{\sqrt {5}}}}\,a\approx 0,951057~a.}

## Politopuri înrudite
Icosaedrul tridiminuat este figura vârfului a 24-celule snub, un 4-politop uniform (politop cvadridimensional).